# Oleria manora
Oleria manora är en fjärilsart som beskrevs av William Schaus 1902. Oleria manora ingår i släktet Oleria och familjen praktfjärilar. Inga underarter finns listade i Catalogue of Life.